# Liste des classes préparatoires aux grandes écoles
Pour un article plus général, voir Classe préparatoire aux grandes écoles.
 (juillet 2022).

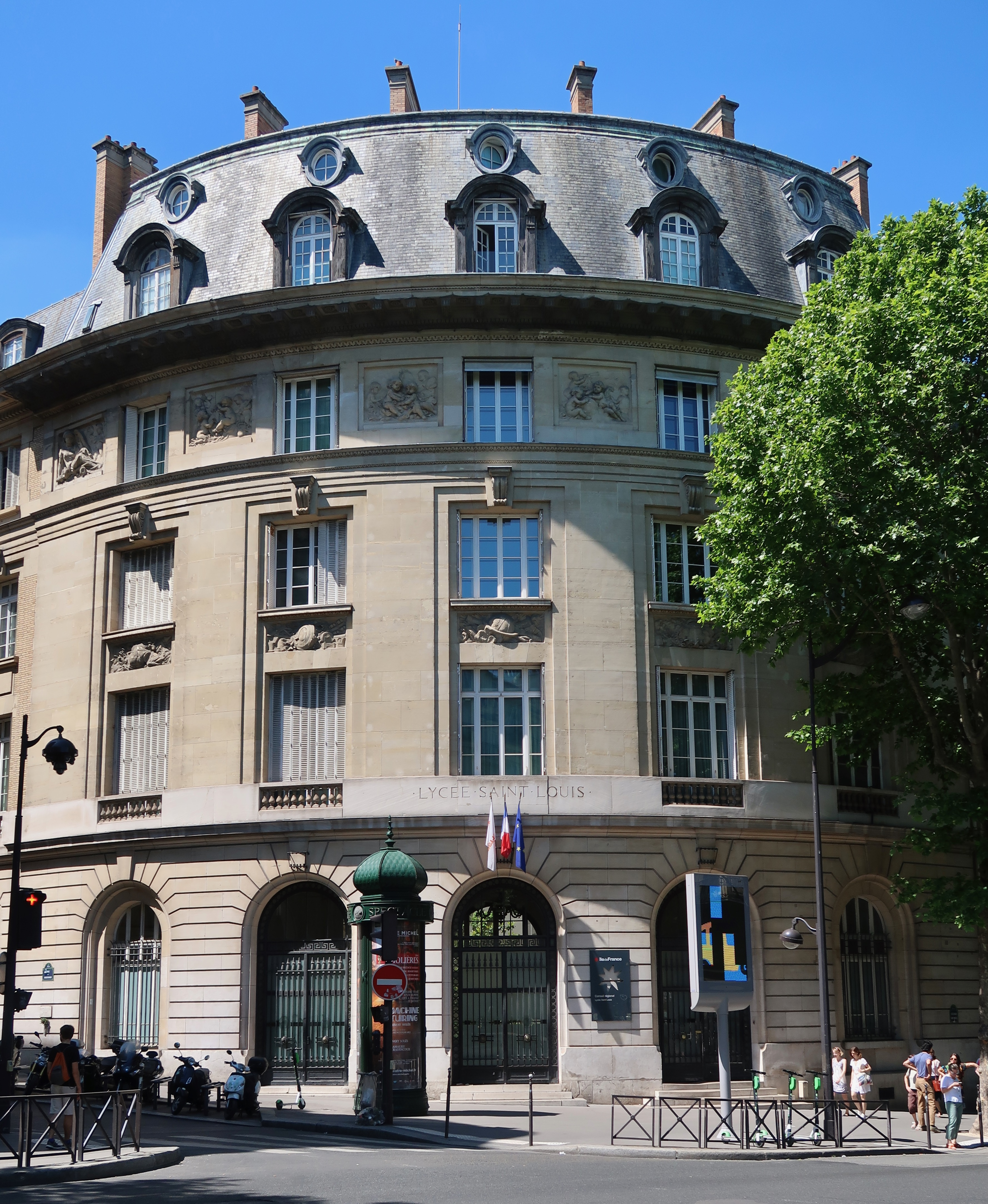
Le lycée Saint-Louis, exclusivement réservé aux classes préparatoires, possède la plus importante population d'étudiants en classes préparatoires avec 1380 élèves.

Cette liste présente la répartition des classes préparatoires aux grandes écoles au sein du territoire français. Il y a sur le territoire français quelque 2 000 classes préparatoires en première et seconde année.
Les classes préparatoires aux grandes écoles sont pour la plupart situées au sein de lycées, pour la grande majorité publics.
Cette liste ne présente que les classes préparatoires de seconde année. On trouve [Quand ?] au total 761 classes préparatoires scientifiques (en seconde année). Selon cette liste, 193 classes de MP sont présentes sur le territoire français (en incluant les départements d'outre-mer), 169 classes de PC, 159 classes de PSI, 81 classes de PT, 40 classes de TSI, quatre TPC, 78 BCPST et 17 TB,,.
On dénombre également 264 classes préparatoires économiques et commerciales (en ne comptant que les classes de seconde année), dont 105 en option scientifique, 98 en option économique et 36 en option technologique. La filière pour intégrer l'École normale supérieure Paris-Saclay comporte 26 classes en seconde année (D1 et D2),. Enfin, on trouve 142 classes préparatoires littéraires (« Khâgnes »), dont 75 Khâgnes « Lyon », 42 Khâgnes « Ulm », 22 Khâgnes B/L et trois classes préparatoires à l'École des chartes,,,. 
Depuis quelques années, des classes préparatoires Sciences Po émergent afin de préparer au concours commun des 7 IEP de région 
(Lyon, Aix en Provence, Lille, Strasbourg, Saint-Germain en Laye, Rennes et Toulouse). Ces dernières proposent une préparation intensive en 1 an afin d'intégrer les concours du réseau Sciences Po proposés aussi aux élèves de terminale. Si ces classes préparatoires ne sont pas nombreuses aujourd'hui, elles se développent néanmoins à un rythme soutenu depuis quelques années. 
La liste présente la répartition des classes préparatoires aux grandes écoles de seconde année au sein des régions françaises. On trouve 400 établissements accueillant 869 classes de seconde année, dont 58 établissements privés. Ces derniers sont toujours spécifiés dans la liste par les termes « lycée privé ».

## Alsace
| Nom                                 | Ville      | MP | PC | PSI | PT | TSI | TPC | BCPST | TB | ECS | ECE | ECT | Khâgne Lyon | Khâgne Ulm | B/L | Total |
| ----------------------------------- | ---------- | -- | -- | --- | -- | --- | --- | ----- | -- | --- | --- | --- | ----------- | ---------- | --- | ----- |
| Lycée Blaise-Pascal                 | Colmar     |    |    |     |    | 1   |     |       |    |     |     |     |             |            |     | 1     |
| Lycée Heinrich-Nessel               | Haguenau   |    |    |     |    | 1   |     |       |    |     |     |     |             |            |     | 1     |
| Lycée Albert-Schweitzer             | Mulhouse   | 2  | 1  | 1   |    |     |     |       |    |     |     |     |             |            |     | 4     |
| Lycée Lavoisier                     | Mulhouse   |    |    |     |    |     | 1   |       |    |     |     |     |             |            |     | 1     |
| Lycée Michel de Montaigne           | Mulhouse   |    |    |     |    |     |     |       |    | 1   | 1   |     |             |            |     | 2     |
| Lycée Fustel-de-Coulanges           | Strasbourg |    |    |     |    |     |     |       |    |     |     |     | 1           | 1          | 1   | 3     |
| Lycée Jean-Rostand                  | Strasbourg |    |    |     |    |     |     | 1     | 1  |     |     |     |             |            |     | 2     |
| Lycée Kléber                        | Strasbourg | 4  | 2  | 3   |    |     |     |       |    | 2   | 1   |     |             |            |     | 12    |
| Lycée Louis-Couffignal              | Strasbourg |    |    | 1   | 2  |     |     |       |    |     |     |     |             |            |     | 3     |
| Lycée international des Pontonniers | Strasbourg |    |    |     |    |     |     |       |    | 1   |     |     |             |            |     | 1     |
| Lycée privé ORT                     | Strasbourg |    |    | 1   |    |     |     |       |    |     |     |     |             |            |     | 1     |
| Lycée René-Cassin                   | Strasbourg |    |    |     |    |     |     |       |    |     |     | 1   |             |            |     | 1     |
| Lycée privé Saint-Étienne           | Strasbourg |    |    | 1   |    |     |     |       |    |     | 1   |     |             |            |     | 1     |

## Aquitaine
| Nom                                   | Ville     | MP | MPI | PC | PSI | PT | TSI | BCPST | ECS | ECE | ECT | ENS | Khâgne Lyon | Khâgne Ulm | B/L | Total |
| ------------------------------------- | --------- | -- | --- | -- | --- | -- | --- | ----- | --- | --- | --- | --- | ----------- | ---------- | --- | ----- |
| Lycée René-Cassin                     | Bayonne   |    |     | 1  |     |    |     |       |     | 1   |     |     |             |            |     | 2     |
| Lycée Brémontier                      | Bordeaux  |    |     |    |     |    |     |       |     |     | 1   |     |             |            |     | 1     |
| Lycée Camille-Jullian                 | Bordeaux  | 1  |     | 1  |     |    |     |       |     |     |     |     | 2           |            |     | 4     |
| Lycée Gustave-Eiffel                  | Bordeaux  |    |     |    | 2   | 2  |     |       |     |     |     | 2   |             |            |     | 6     |
| Lycée Michel-Montaigne                | Bordeaux  | 2  | 1   | 2  | 2   |    |     | 2     | 2   | 1   |     |     | 1           | 1          | 1   | 15    |
| Lycée privé Sainte-Marie-Grand-Lebrun | Bordeaux  | 1  |     |    |     |    |     |       | 1   | 1   |     |     |             |            |     | 3     |
| Lycée Louis-Barthou                   | Pau       | 1  |     | 2  | 1   |    |     | 1     | 1   |     |     |     | 1           | 1          |     | 8     |
| Lycée Saint-Cricq                     | Pau       |    |     |    |     |    | 1   |       |     |     |     |     |             |            |     | 1     |
| Lycée Bertran-de-Born                 | Périgueux |    |     | 1  |     |    |     |       |     |     |     |     | 1           |            |     | 2     |

## Auvergne
| Nom                              | Ville            | MP | PC | PSI | PT | TSI | BCPST | ECS | ECE | ECT | Khâgne Lyon | Khâgne Ulm | B/L | Total |
| -------------------------------- | ---------------- | -- | -- | --- | -- | --- | ----- | --- | --- | --- | ----------- | ---------- | --- | ----- |
| Lycée Ambroise Brugière          | Clermont-Ferrand |    |    |     |    |     |       |     |     |     |             |            | 1   | 1     |
| Lycée Blaise-Pascal              | Clermont-Ferrand | 2  | 2  | 1   |    |     | 1     | 1   | 1   |     | 1           | 1          |     | 10    |
| Lycée Fénelon                    | Clermont-Ferrand |    |    |     |    |     |       |     |     |     | 1           |            |     | 1     |
| Lycée privé Godefroy-de-Bouillon | Clermont-Ferrand | 1  |    |     |    |     |       |     |     |     |             |            |     | 1     |
| Lycée La Fayette                 | Clermont-Ferrand | 1  |    | 1   |    | 1   |       |     |     |     |             |            |     | 3     |
| Lycée privé Saint-Alyre          | Clermont-Ferrand |    |    |     |    |     |       |     | 1   |     |             |            |     | 1     |
| Lycée Sidoine-Apollinaire        | Clermont-Ferrand |    |    |     |    |     |       |     |     | 1   |             |            |     | 1     |
| Lycée Louis-Pasteur              | Lempdes          |    |    |     |    |     | 1     |     |     |     |             |            |     | 1     |
| Lycée Madame De Staël            | Montluçon        |    |    |     |    |     |       |     | 1   |     |             |            |     | 1     |
| Lycée Paul-Constans              | Montluçon        |    |    |     | 1  |     |       |     |     |     |             |            |     | 1     |
| Lycée Jean Zay                   | Thiers           |    |    |     | 1  |     |       |     |     |     |             |            |     | 1     |

## Basse-Normandie
| Nom                          | Ville                  | MP | PC | PSI | PT | BCPST | ECS | ECE | ECT | Khâgne Lyon | Khâgne Ulm | Total |
| ---------------------------- | ---------------------- | -- | -- | --- | -- | ----- | --- | --- | --- | ----------- | ---------- | ----- |
| Lycée Charles-de-Gaulle      | Caen                   |    |    |     |    |       |     | 1   |     |             |            | 1     |
| Lycée privé Jeanne-d'Arc     | Caen                   |    |    |     |    |       |     | 1   |     |             |            | 1     |
| Lycée Jules-Dumont-d'Urville | Caen                   |    |    |     | 1  |       |     |     |     |             |            | 1     |
| Lycée Malherbe               | Caen                   | 3  |    |     |    | 2     | 1   |     |     | 1           | 1          | 8     |
| Lycée privé Sainte-Marie     | Caen                   |    |    | 1   |    |       |     |     |     |             |            | 1     |
| Lycée Victor-Hugo            | Caen                   |    | 2  | 1   |    |       |     |     |     |             |            | 3     |
| Lycée Victor-Grignard        | Cherbourg              | 1  |    |     |    |       |     |     |     |             |            | 1     |
| Lycée Salvador-Allende       | Hérouville-Saint-Clair |    |    |     |    |       |     |     | 1   |             |            | 1     |
| Lycée Jean-François-Millet   | Cherbourg-Octeville    |    |    |     |    |       |     |     |     | 1           |            | 1     |
| Lycée Le Verrier             | Saint-Lô               |    |    |     |    |       |     | 1   |     |             |            | 1     |
| Lycée agricole Le Robillard  | Saint-Pierre-sur-Dives |    |    |     |    | 1     |     |     |     |             |            | 1     |

## Bourgogne
| Nom                       | Ville            | MP | PC | PSI | PT | TSI | BCPST | ECS | ECE | ECT | ENS | Khâgne Lyon | Khâgne Ulm | B/L | Total |
| ------------------------- | ---------------- | -- | -- | --- | -- | --- | ----- | --- | --- | --- | --- | ----------- | ---------- | --- | ----- |
| Lycée militaire National  | Autun            | 1  |    |     |    |     |       |     |     | 1   |     |             |            |     | 2     |
| Lycée Jacques-Amyot       | Auxerre          |    |    | 1   |    |     |       |     |     |     |     |             |            |     | 1     |
| Lycée Nicéphore-Niepce    | Chalon-sur-Saône |    |    |     | 1  |     |       |     |     |     |     |             |            |     | 1     |
| Lycée Pontus de Thiard    | Chalon-sur-Saône |    |    |     |    |     |       | 1   |     |     |     |             |            |     | 1     |
| Lycée La Prat's           | Cluny            |    |    |     | 1  |     |       |     |     |     |     |             |            |     | 1     |
| Lycée Carnot              | Dijon            | 3  | 2  | 1   |    |     | 1     | 1   | 1   |     |     | 1           | 1          | 1   | 12    |
| Lycée Gustave-Eiffel      | Dijon            |    |    | 1   | 1  | 1   |       |     |     |     | 2   |             |            |     | 4     |
| Lycée Le Castel           | Dijon            |    |    |     |    |     |       |     |     | 1   |     |             |            |     | 1     |
| Lycée privé Saint-Bénigne | Dijon            |    |    |     |    |     |       |     | 1   |     |     |             |            |     | 1     |
| Lycée Jules Renard        | Nevers           |    |    |     | 1  |     |       |     |     |     |     |             |            |     | 1     |

## Bretagne
| Nom                                  | Ville        | MP | PC | PSI | PT | TSI | BCPST | ECS | ECE | ECT | ENS | Khâgne Lyon | Khâgne Ulm | B/L | Total |
| ------------------------------------ | ------------ | -- | -- | --- | -- | --- | ----- | --- | --- | --- | --- | ----------- | ---------- | --- | ----- |
| Lycée privé la Croix-Rouge           | Brest        |    |    | 2   | 1  |     |       |     |     |     |     |             |            |     | 3     |
| Lycée Jules Lesven                   | Brest        |    |    |     |    |     |       |     |     | 1   |     |             |            |     | 1     |
| Lycée Kerichen                       | Brest        | 2  | 2  |     |    |     |       | 1   | 1   |     |     | 1           | 1          |     | 8     |
| Lycée Naval                          | Brest        | 1  |    | 1   |    |     |       |     |     |     |     |             |            |     | 2     |
| Lycée privé Sainte-Anne              | Brest        | 1  | 1  | 1   |    |     |       |     |     |     |     |             |            |     | 3     |
| Lycée Vauban                         | Brest        |    |    | 1   | 1  |     |       |     |     |     |     |             |            |     | 2     |
| Lycée Saint Joseph Lasalle           | Lorient      |    |    |     |    | 1   |       |     |     |     |     |             |            |     | 1     |
| Lycée Dupuy-de-Lôme                  | Lorient      | 1  | 1  | 1   |    |     |       | 1   |     |     |     |             |            |     | 4     |
| Lycée Brizeux                        | Quimper      |    | 1  | 1   |    |     |       |     |     |     |     |             |            |     | 2     |
| Lycée privé Assomption               | Rennes       |    | 1  | 1   |    |     |       |     |     |     |     |             |            |     | 2     |
| Lycée Chateaubriand                  | Rennes       | 3  | 2  | 2   |    |     | 3     | 1   | 1   |     |     | 1           | 1          |     | 14    |
| Lycée Victor-et-Hélène Basch         | Rennes       |    |    |     |    |     |       |     |     |     | 1   |             |            |     | 1     |
| Lycée Joliot-Curie                   | Rennes       |    |    | 1   | 1  |     |       |     |     |     |     |             |            |     | 2     |
| Lycée privé Saint-Vincent-Providence | Rennes       |    |    |     |    |     |       | 1   | 1   |     |     |             |            |     | 2     |
| Lycée Chaptal                        | Saint-Brieuc |    |    |     |    | 1   |       |     |     |     |     |             |            |     | 1     |
| Lycée Rabelais                       | Saint-Brieuc | 1  | 1  | 1   |    |     |       |     | 1   |     |     |             |            |     | 4     |
| Lycée Renan                          | Saint-Brieuc |    |    |     |    |     |       |     |     |     |     | 1           |            |     | 1     |
| Lycée Alain-René-Lesage              | Vannes       | 1  |    |     | 1  |     |       |     |     |     |     |             |            |     | 2     |
| Lycée privé Saint-François-Xavier    | Vannes       |    |    |     |    |     |       |     |     |     |     |             |            | 1   | 1     |

## Centre-Val de Loire
| Nom                                 | Ville    | MP | PC | PSI | PT | BCPST | ECS | ECE | ECT | Khâgne Lyon | Khâgne Ulm | B/L | Total |
| ----------------------------------- | -------- | -- | -- | --- | -- | ----- | --- | --- | --- | ----------- | ---------- | --- | ----- |
| Lycée agricole du Chesnoy           | Amilly   |    |    |     |    | 1     |     |     |     |             |            |     | 1     |
| Lycée François-Philibert-Dessaignes | Blois    | 1  |    |     |    |       |     |     |     |             |            |     | 1     |
| Lycée Alain-Fournier                | Bourges  | 1  |    |     |    |       |     |     |     |             |            |     | 1     |
| Lycée Marceau                       | Chartres | 1  | 1  |     |    |       |     |     |     |             |            |     | 2     |
| Lycée Benjamin-Franklin             | Orléans  |    |    |     | 1  |       |     |     |     |             |            |     | 1     |
| Lycée Pothier                       | Orléans  | 3  | 2  | 2   |    | 1     | 1   |     |     | 1           | 1          | 1   | 12    |
| Lycée privé Saint-Charles           | Orléans  | 1  |    |     |    |       |     |     |     |             |            |     | 1     |
| Lycée Voltaire                      | Orléans  |    |    |     |    |       |     | 1   | 1   |             |            |     | 2     |
| Lycée Descartes                     | Tours    | 3  | 2  | 2   |    | 1     | 1   |     |     | 1           |            |     | 10    |
| Lycée Jacques de Vaucanson          | Tours    |    |    |     | 2  |       |     |     |     |             |            |     | 2     |

## Champagne-Ardenne
| Nom                       | Ville  | MP | PC | PSI | PT | TSI | BCPST | ECS | ECE | ECT | Khâgne Lyon | Total |
| ------------------------- | ------ | -- | -- | --- | -- | --- | ----- | --- | --- | --- | ----------- | ----- |
| Lycée Franklin-Roosevelt  | Reims  |    | 2  | 2   | 1  |     |       | 1   |     | 1   |             | 7     |
| Lycée Georges-Clemenceau  | Reims  | 3  |    |     |    |     | 1     |     | 1   |     |             | 5     |
| Lycée Jean-Jaurès         | Reims  |    |    |     |    |     |       |     |     |     | 1           | 1     |
| Lycée Chrestien-de-Troyes | Troyes | 1  | 1  | 1   |    |     |       |     |     |     |             | 3     |
| Lycée des Lombards        | Troyes |    |    |     |    | 1   |       |     |     |     |             | 1     |
| Lycée Marie de Champagne  | Troyes |    |    |     |    |     |       |     | 1   |     |             | 1     |

## Corse
| Nom                          | Ville   | PSI | PT | Khâgne Lyon | Total |
| ---------------------------- | ------- | --- | -- | ----------- | ----- |
| Lycée Laetitia-Bonaparte     | Ajaccio | 1   | 1  |             | 2     |
| Lycée Giocante de Casabianca | Bastia  |     |    | 1           | 1     |

## Franche-Comté
| Nom                   | Ville       | MP | PC | PSI | PT | TSI | BCPST | ECS | ECE | ECT | ENS | Total |
| --------------------- | ----------- | -- | -- | --- | -- | --- | ----- | --- | --- | --- | --- | ----- |
| Lycée Gustave-Courbet | Belfort     |    |    |     |    |     |       |     | 1   |     |     | 1     |
| Lycée Raoul-Follereau | Belfort     |    | 1  | 1   | 1  |     |       |     |     |     |     | 3     |
| Lycée Jules-Haag      | Besançon    |    |    |     | 1  |     |       |     |     |     |     | 1     |
| Lycée Louis-Pasteur   | Besançon    |    |    |     |    |     |       |     |     |     |     | 1     |
| Lycée Louis-Pergaud   | Besançon    |    |    |     |    |     |       | 1   |     | 1   | 1   | 3     |
| Lycée Victor-Hugo     | Besançon    | 2  | 2  | 1   |    |     | 1     |     |     |     |     | 6     |
| Lycée Viette          | Montbéliard |    |    |     |    | 1   |       |     |     |     |     | 1     |

## Guadeloupe
| Nom                   | Ville          | MP | PC | PSI | PT | BCPST | ECS | ECE | Khâgne Ulm | Total |
| --------------------- | -------------- | -- | -- | --- | -- | ----- | --- | --- | ---------- | ----- |
| Lycée Charles-Coëffin | Baie-Mahault   |    |    |     | 1  |       |     |     |            | 1     |
| HEC CCI               | Pointe-à-Pitre |    |    |     |    |       | 1   | 1   |            | 2     |
| Lycée Baimbridge      | Pointe-à-Pitre | 1  | 1  | 1   |    | 1     | 1   |     |            | 5     |
| Lycée Gerville-Réache | Basse-Terre    |    |    |     |    |       |     | 1   | 1          | 2     |

## Guyane
| Nom                      | Ville           | PSI | Khâgne Lyon | Khâgne Ulm | Total |
| ------------------------ | --------------- | --- | ----------- | ---------- | ----- |
| Lycée Léon Gontran Damas | Rémire-Montjoly | 1   |             |            | 1     |
| Lycée Félix Eboué        | Cayenne         |     | 1           | 1          | 2     |

## Haute-Normandie
| Nom                    | Ville                | MP | PC | PSI | PT | TSI | BCPST | ECS | ECE | ECT | Khâgne Lyon | B/L | Total |
| ---------------------- | -------------------- | -- | -- | --- | -- | --- | ----- | --- | --- | --- | ----------- | --- | ----- |
| Lycée Aristide-Briand  | Évreux               |    | 1  | 1   |    |     |       |     |     |     |             |     | 2     |
| Lycée Claude-Monet     | Le Havre             |    |    |     |    |     |       |     |     |     |             | 1   | 1     |
| Lycée François-Ier     | Le Havre             | 1  | 1  |     |    |     |       | 1   |     |     |             |     | 3     |
| Lycée Robert-Schuman   | Le Havre             |    |    |     | 1  |     |       |     |     |     |             |     | 1     |
| Lycée Blaise-Pascal    | Rouen                |    |    |     | 1  |     |       |     |     |     |             |     | 1     |
| Lycée Corneille        | Rouen                | 2  | 2  | 1   |    |     | 1     | 1   |     |     |             |     | 7     |
| Lycée Jeanne-d'Arc     | Rouen                |    |    |     |    |     |       |     |     |     | 1           |     | 1     |
| Lycée Gustave-Flaubert | Rouen                |    |    |     |    |     |       |     | 1   |     |             |     | 1     |
| Lycée les Bruyères     | Sotteville-lès-Rouen |    |    |     |    |     |       |     |     | 1   |             |     | 1     |
| Lycée Marcel-Sembat    | Sotteville-lès-Rouen |    |    |     |    | 1   |       |     |     |     |             |     | 1     |

## Île-de-France

### Académie de Créteil
| Nom                              | Ville                   | MP | PC | PSI | PT | TSI | TPC | BCPST | ECS | ECE | ECT | ENS | Khâgne Lyon | Khâgne ULM | B/L | Total |
| -------------------------------- | ----------------------- | -- | -- | --- | -- | --- | --- | ----- | --- | --- | --- | --- | ----------- | ---------- | --- | ----- |
| Lycée Le Corbusier               | Aubervilliers           |    |    |     | 1  | 1   |     |       |     |     |     |     |             |            |     | 2     |
| Lycée Louise-Michel              | Bobigny                 |    |    |     |    |     |     |       |     |     |     | 1   |             |            |     | 1     |
| Lycée Gustave-Eiffel             | Cachan                  |    |    |     | 1  | 1   |     |       |     |     |     |     |             |            |     | 2     |
| Lycée Maximilien-Sorre           | Cachan                  |    |    |     |    |     |     |       |     |     |     | 1   |             |            |     | 1     |
| Lycée La Fayette                 | Champagne-sur-Seine     |    |    |     | 1  |     |     |       |     |     |     |     |             |            |     | 1     |
| Lycée Langevin-Wallon            | Champigny-sur-Marne     |    |    |     | 1  |     |     |       |     |     |     |     |             |            |     | 1     |
| Lycée Léon-Blum                  | Créteil                 |    |    |     |    |     |     |       |     |     |     |     | 1           |            |     | 1     |
| Lycée Jacques-Feyder             | Épinay-sur-Seine        |    |    | 1   |    |     |     |       |     |     |     |     |             |            |     | 1     |
| Lycée François-Ier               | Fontainebleau           | 1  | 1  | 1   |    |     |     | 1     |     |     |     |     |             |            |     | 4     |
| Lycée François-Couperin          | Fontainebleau           |    |    |     |    |     |     |       |     | 1   |     |     |             |            |     | 1     |
| Lycée Pablo-Picasso              | Fontenay-sous-Bois      |    |    |     |    |     |     |       |     |     | 1   |     |             |            |     | 1     |
| Lycée Albert-Schweitzer          | Le Raincy               | 2  | 1  | 1   |    |     |     | 1     | 1   |     |     |     | 1           |            |     | 7     |
| Alliance Israélite               | Les Pavillons-sous-Bois |    |    |     |    |     |     |       | 1   |     |     |     |             |            |     | 1     |
| Lycée André-Boulloche            | Livry-Gargan            |    |    |     |    |     |     |       |     |     |     | 2   |             |            |     | 2     |
| Lycée Henri-Moissan              | Meaux                   |    |    | 1   |    |     |     |       |     | 1   | 1   |     |             |            |     | 3     |
| Lycée Pierre-de-Coubertin        | Meaux                   |    |    |     | 1  | 1   |     |       |     |     |     |     |             |            |     | 2     |
| Lycée Jacques-Amyot              | Melun                   | 1  | 1  |     |    |     |     |       | 1   |     |     |     |             |            | 1   | 4     |
| Lycée Jean-Jaurès                | Montreuil               |    |    | 1   |    |     |     |       |     |     |     |     | 1           |            |     | 2     |
| Lycée Olympe-de-Gouges           | Noisy-le-Sec            |    |    |     |    |     |     |       |     | 1   |     |     |             |            |     | 1     |
| Internat d'Excellence de Sourdun | Provins                 |    |    |     |    |     |     |       |     | 1   |     |     |             |            |     | 1     |
| Lycée Paul-Éluard                | Saint-Denis             | 1  |    | 1   |    |     |     |       |     |     |     |     |             |            |     | 2     |
| Lycée d'Arsonval                 | Saint-Maur-des-Fossés   |    |    | 1   |    |     | 1   |       |     |     |     |     |             |            |     | 2     |
| Lycée Marcelin-Berthelot         | Saint-Maur-des-Fossés   | 2  | 2  | 2   |    |     |     | 3     | 1   | 1   |     |     |             | 1          |     | 12    |
| Lycée privé Teilhard-de-Chardin  | Saint-Maur-des-Fossés   |    |    |     |    |     |     |       |     | 1   |     |     |             |            |     | 1     |
| Lycée Auguste-Blanqui            | Saint-Ouen              |    |    |     |    |     |     |       |     |     |     |     | 1           |            |     | 1     |
| Lycée Jean Moulin                | Torcy                   | 1  |    |     |    |     |     |       |     |     |     |     |             |            |     | 1     |
| Lycée privé Blanche de Castille  | Villemomble             |    |    |     |    |     |     |       |     | 1   |     |     |             |            |     | 1     |
| Lycée Hector-Berlioz             | Vincennes               |    |    |     |    |     |     |       |     | 1   |     |     |             |            |     | 1     |

### Académie de Paris
| Nom                                            | Ville | MP | PC | PSI | PT | TSI | BCPST/TB | ECS | ECE | ECT | ENS | Khâgne Lyon | Khâgne ULM | B/L | Total |
| ---------------------------------------------- | ----- | -- | -- | --- | -- | --- | -------- | --- | --- | --- | --- | ----------- | ---------- | --- | ----- |
| Lycée Bessières-École nationale de commerce    | Paris |    |    |     |    |     |          |     | 1   | 2   | 2   |             |            |     | 5     |
| Lycée privé Blomet                             | Paris |    |    |     |    |     |          |     |     |     | 2   |             | 1          |     | 3     |
| Lycée Buffon                                   | Paris | 1  | 1  | 1   |    |     |          |     |     |     |     |             |            |     | 3     |
| Lycée Carnot                                   | Paris |    | 1  |     |    |     |          | 2   | 2   |     |     |             |            |     | 5     |
| Lycée Chaptal                                  | Paris | 2  | 2  | 2   | 1  |     | 2        | 1   |     |     |     | 2           |            |     | 12    |
| Lycée Charlemagne                              | Paris | 2  | 2  |     |    |     |          |     |     |     |     |             |            |     | 4     |
| Lycée Claude-Bernard                           | Paris | 1  |    | 2   |    |     |          | 1   |     |     |     |             |            |     | 3     |
| Lycée Claude-Monet                             | Paris |    |    |     |    |     |          |     | 1   |     |     | 1           |            |     | 2     |
| Lycée Condorcet                                | Paris | 2  | 1  | 1   |    |     |          |     |     |     |     | 1           | 1          |     | 6     |
| Prépa Commercia                                | Paris |    |    |     |    |     |          | 1   | 1   |     |     |             |            |     | 2     |
| Lycée Dorian                                   | Paris |    |    |     | 1  |     |          |     |     |     |     |             |            |     | 1     |
| Prépa Emc2-Hadamard                            | Paris | 1  |    |     |    |     |          |     |     |     |     |             |            |     | 1     |
| École supérieure des arts appliqués Duperré    | Paris |    |    |     |    |     |          |     |     |     | 1   |             |            |     | 1     |
| École nationale de chimie physique et biologie | Paris | 1  | 1  | 1   |    |     | 2        |     |     |     |     |             |            |     | 4     |
| Lycée Fénelon                                  | Paris | 2  | 1  |     |    |     | 1        |     |     |     |     | 2           | 2          |     | 8     |
| Lycée privé Fénelon Sainte-Marie               | Paris | 2  | 1  | 1   |    |     |          |     |     |     |     |             |            |     | 4     |
| Lycée Hélène-Boucher                           | Paris |    |    |     |    |     |          | 1   |     |     |     | 1           |            |     | 2     |
| Lycée Henri-IV                                 | Paris | 2  | 1  |     |    |     | 1        | 1   | 1   |     |     | 2           | 2          | 1   | 11    |
| Lycée Honoré-de-Balzac                         | Paris |    | 1  |     |    |     |          |     |     |     |     | 1           |            |     | 2     |
| Prépa Initiale                                 | Paris |    |    |     |    |     |          | 1   | 1   |     |     |             |            |     | 2     |
| Prépa Intégrale                                | Paris |    |    |     |    |     |          | 1   | 1   |     |     |             |            |     | 2     |
| Ipécom Paris                                   | Paris |    |    |     |    |     |          | 1   | 1   |     |     |             |            |     | 2     |
| Ipesup                                         | Paris |    | 1  |     |    |     |          | 1   | 1   |     |     |             |            |     | 3     |
| ISEP (associée au Lycée Stanislas)             | Paris |    |    | 2   |    |     |          |     |     |     |     |             |            |     | 2     |
| JA - Formation                                 | Paris |    |    |     |    |     |          | 1   | 1   |     |     |             |            |     | 2     |
| Collège-lycée Jacques-Decour                   | Paris | 1  | 1  | 2   |    |     |          | 1   |     |     |     |             |            |     | 5     |
| Lycée Janson-de-Sailly                         | Paris | 4  | 3  | 2   |    |     | 2        | 2   | 1   |     |     |             | 1          | 1   | 16    |
| Lycée Jean-Baptiste-Say                        | Paris |    |    | 1   | 1  |     | 1        |     |     |     |     |             |            |     | 3     |
| Lycée-collège Jules-Ferry                      | Paris |    |    |     |    |     |          |     |     |     |     | 2           |            |     | 2     |
| Lycée Lavoisier                                | Paris |    | 1  |     |    |     |          | 1   |     |     |     |             |            |     | 2     |
| Lycée Louis-le-Grand                           | Paris | 5  | 3  | 1   |    |     |          | 1   |     |     |     |             | 2          |     | 12    |
| Lycée Montaigne                                | Paris |    |    |     |    |     |          | 1   | 1   |     |     |             |            |     | 2     |
| Lycée Molière                                  | Paris |    |    |     |    |     |          |     |     |     |     |             | 1          |     | 1     |
| Lycée Paul-Valéry                              | Paris | 1  |    | 1   |    |     |          | 1   |     |     |     | 1           | 1          |     | 5     |
| Prépacom                                       | Paris |    |    |     |    |     |          | 1   | 1   |     |     |             |            |     | 2     |
| Lycée Raspail                                  | Paris |    |    | 1   | 2  | 1   |          |     |     |     |     |             |            |     | 4     |
| Lycée Rodin                                    | Paris |    |    |     |    |     |          |     | 1   |     |     |             |            |     | 1     |
| Lycée privé Saint-Jean de Passy                | Paris |    |    |     |    |     |          | 2   |     |     |     |             |            |     | 2     |
| Lycée Saint-Louis                              | Paris | 4  | 4  | 5   |    |     | 3        | 1   |     |     |     |             |            |     | 17    |
| Lycée Saint-Louis-de-Gonzague                  | Paris |    |    |     |    |     |          |     | 2   |     |     |             |            |     | 2     |
| Lycée Saint Michel de Picpus                   | Paris |    |    |     |    |     |          | 1   | 2   |     |     |             |            |     | 3     |
| Lycée privé Saint-Nicolas                      | Paris |    |    |     |    | 1   |          |     |     |     |     |             |            |     | 1     |
| Lycée privé Stanislas                          | Paris | 2  | 2  | 2   |    |     |          | 2   |     |     |     |             |            | 1   | 9     |
| Lycée Turgot                                   | Paris |    | 1  |     |    |     |          |     |     | 1   | 2   |             |            |     | 4     |
| Lycée Victor-Duruy                             | Paris |    |    |     |    |     |          |     |     |     |     | 1           |            |     | 1     |
| Lycée Voltaire                                 | Paris |    |    |     | 1  |     |          |     |     |     |     |             |            | 1   | 2     |

### Académie de Versailles
| Nom                                                             | Ville                  | MP | PC | PSI | PT | TSI | BCPST | ECS | ECE | ECT | ENS | Khâgne Lyon | Khâgne Ulm | B/L | Total |
| --------------------------------------------------------------- | ---------------------- | -- | -- | --- | -- | --- | ----- | --- | --- | --- | --- | ----------- | ---------- | --- | ----- |
| Lycée privé Sainte-Marie d'Antony                               | Antony                 | 1  | 1  | 1   |    |     |       |     |     |     |     |             |            |     | 3     |
| Lycée Descartes                                                 | Antony                 |    |    |     |    |     |       | 1   |     |     |     |             |            |     | 1     |
| Lycée Jean-Jaurès                                               | Argenteuil             |    |    | 1   |    |     |       |     |     |     |     |             |            |     | 1     |
| Lycée Descartes (associé à université Versailles Saint-Quentin) | Montigny-le-Bretonneux |    | 1  |     |    |     |       |     |     |     |     |             |            |     | 1     |
| Lycée Alfred-Kastler                                            | Cergy                  |    |    |     |    |     |       | 1   | 1   | 1   |     |             |            |     | 3     |
| Lycée Newton-ENREA                                              | Clichy                 |    |    |     | 1  |     |       |     |     |     |     |             |            |     | 1     |
| Lycée Gustave-Monod                                             | Enghien-les-Bains      | 1  | 1  |     |    |     |       |     |     |     |     |             | 1          |     | 3     |
| Lycée du Parc des Loges                                         | Évry                   | 1  |    | 1   |    |     |       |     |     |     |     |             |            |     | 2     |
| Lycée L'Essouriau                                               | Les Ulis               |    |    | 1   |    |     |       |     |     |     |     |             |            |     | 1     |
| Lycée Saint-Exupéry                                             | Mantes-la-Jolie        | 1  |    |     |    |     |       |     | 1   |     |     |             | 1          |     | 3     |
| Lycée Parc de Vilgénis                                          | Massy                  |    |    |     | 1  |     |       |     | 1   | 1   |     |             |            |     | 3     |
| Lycée Joliot Curie                                              | Nanterre               |    |    |     |    |     |       |     |     |     |     | 1           |            |     | 1     |
| Lycée Louis-Pasteur                                             | Neuilly-sur-Seine      | 2  | 2  | 1   |    |     |       | 1   |     |     |     |             |            |     | 6     |
| Lycée privé Notre-Dame de Sainte-Croix                          | Neuilly-sur-Seine      |    |    |     |    |     |       |     | 1   |     |     |             |            |     | 1     |
| Lycée privé Sainte-Marie                                        | Neuilly-sur-Seine      |    |    |     |    |     |       |     |     |     |     |             | 1          | 1   | 2     |
| Lycée Blaise-Pascal                                             | Orsay                  | 1  | 1  | 1   |    |     |       |     |     |     |     |             |            |     | 3     |
| Lycée Camille Pissarro                                          | Pontoise               | 1  |    |     |    |     |       |     |     |     |     |             |            |     | 1     |
| Centre Madeleine-Daniélou                                       | Rueil-Malmaison        |    |    |     |    |     |       |     | 1   |     |     | 1           |            |     | 2     |
| Lycée Passy-Buzenval                                            | Rueil-Malmaison        |    |    |     | 1  |     |       |     |     |     |     |             |            |     | 1     |
| Lycée Richelieu                                                 | Rueil-Malmaison        |    |    |     |    | 1   |       |     |     |     |     |             |            |     | 1     |
| Lycée Alexandre-Dumas                                           | Saint-Cloud            |    |    |     |    |     |       | 1   | 1   |     |     |             |            |     | 2     |
| Lycée militaire de Saint-Cyr                                    | Saint-Cyr-l'École      | 1  |    | 1   |    |     |       |     | 2   |     |     |             |            |     | 4     |
| Lycée Jeanne-d'Albret                                           | Saint-Germain-en-Laye  | 1  | 1  | 1   |    |     |       | 1   |     |     |     | 1           |            |     | 5     |
| Lycée Jean-Perrin                                               | Saint-Ouen-l'Aumône    |    |    |     |    | 1   |       |     |     |     |     |             |            |     | 1     |
| Lycée Jean-Jacques-Rousseau                                     | Sarcelles              |    |    |     |    |     |       |     | 1   |     |     |             |            |     | 1     |
| Lycée Corot - Le Château                                        | Savigny-sur-Orge       | 1  | 1  |     |    |     |       |     | 1   |     |     | 1           |            |     | 4     |
| Lycée Lakanal                                                   | Sceaux                 | 1  | 2  | 1   |    |     | 2     | 1   |     |     |     | 2           | 1          | 1   | 11    |
| Lycée Marie-Curie                                               | Sceaux                 |    |    |     |    |     |       |     |     |     | 2   |             |            |     | 2     |
| Lycée Jean-Pierre-Vernant                                       | Sèvres                 |    |    |     |    |     |       |     |     |     |     | 1           |            |     | 1     |
| Lycée Michelet                                                  | Vanves                 | 1  | 1  | 1   |    |     |       | 1   |     | 1   |     | 1           |            |     | 6     |
| Lycée Hoche                                                     | Versailles             | 2  | 2  | 1   |    |     | 2     | 1   | 1   |     |     |             |            |     | 9     |
| Lycée Jules-Ferry                                               | Versailles             |    |    | 1   | 2  | 1   |       |     |     |     |     |             |            |     | 4     |
| Lycée La Bruyère                                                | Versailles             |    |    |     |    |     |       | 1   |     |     |     | 2           | 1          |     | 4     |
| Lycée Marie-Curie                                               | Versailles             |    |    |     |    |     |       |     |     |     | 1   |             |            |     | 1     |
| Lycée privé Notre-Dame-du-Grandchamp                            | Versailles             |    |    |     |    |     |       | 1   | 2   | 1   |     |             |            |     | 4     |
| Lycée privé Sainte-Geneviève                                    | Versailles             | 3  | 3  | 1   | 1  |     | 1     | 2   |     |     |     |             |            |     | 11    |

## Languedoc-Roussillon
| Nom                                   | Ville       | MP | PC | PSI | PT | TSI/TPC | BCPST | ECS | ECE | ECT | ENS | Khâgne Lyon | Khâgne Ulm | B/L | Total |
| ------------------------------------- | ----------- | -- | -- | --- | -- | ------- | ----- | --- | --- | --- | --- | ----------- | ---------- | --- | ----- |
| Lycée Jean Baptiste Dumas             | Alès        |    |    |     |    | 1       |       |     |     |     |     |             |            |     | 1     |
| Lycée Irène et Frédéric Joliot Curie  | Sète        |    |    |     |    | 1       |       |     |     |     |     |             |            |     | 1     |
| Lycée Jean-Mermoz                     | Montpellier |    |    |     | 1  | 1       |       |     |     |     | 1   |             |            |     | 3     |
| Lycée Joffre                          | Montpellier | 3  | 2  | 2   |    |         | 1     | 1   |     |     |     | 1           | 1          |     | 11    |
| Lycée Jules-Guesde                    | Montpellier |    |    |     |    |         |       |     |     | 1   |     | 1           |            |     | 2     |
| Lycée Mas de Tesse                    | Montpellier |    |    |     |    |         |       |     |     | 1   |     |             |            |     | 1     |
| Lycée privé Notre-Dame de la Merci    | Montpellier | 1  |    |     |    |         |       |     | 1   |     |     |             |            |     | 2     |
| Lycée Alphonse-Daudet                 | Nîmes       | 1  | 1  | 1   |    |         |       |     | 1   |     |     |             | 1          | 1   | 6     |
| Lycée Dhuoda                          | Nîmes       |    |    |     | 1  |         |       |     |     |     |     |             |            |     | 1     |
| Lycée privé Emmanuel-d'Alzon          | Nîmes       | 1  |    |     |    |         | 1     | 1   |     |     |     |             | 1          |     | 4     |
| Lycée François-Arago                  | Perpignan   | 1  | 1  | 1   |    |         |       |     |     |     |     |             |            |     | 3     |
| Lycée privé Notre-Dame de Bon Secours | Perpignan   |    |    |     |    |         |       |     | 1   |     |     |             |            |     | 1     |

## Limousin
| Nom                   | Ville              | MP | PC | PSI | PT | TSI | BCPST | ECS | Khâgne Ulm | Total |
| --------------------- | ------------------ | -- | -- | --- | -- | --- | ----- | --- | ---------- | ----- |
| Lycée Georges-Cabanis | Brive-la-Gaillarde |    |    |     |    | 1   |       |     |            | 1     |
| Lycée Gay-Lussac      | Limoges            | 1  | 1  | 1   |    |     |       | 1   | 1          | 5     |
| Lycée Léonard-Limosin | Limoges            |    |    |     |    |     | 1     |     |            | 1     |
| Lycée Turgot          | Limoges            |    |    |     | 1  |     |       |     |            | 1     |
| Lycée Edmond-Perrier  | Tulle              |    | 1  |     |    |     |       |     |            | 1     |

## Lorraine
| Nom                              | Ville             | MP | PC | PSI | PT | TSI | BCPST | ECS | ECE | ECT | Khâgne Lyon | Khâgne Ulm | B/L | Total |
| -------------------------------- | ----------------- | -- | -- | --- | -- | --- | ----- | --- | --- | --- | ----------- | ---------- | --- | ----- |
| Lycée Claude-Gellée              | Épinal            | 1  |    |     |    |     |       |     |     |     |             |            |     | 1     |
| Lycée Jean-Moulin                | Forbach           | 1  |    |     |    |     |       |     |     |     |             |            |     | 1     |
| Lycée Fabert                     | Metz              | 2  | 2  | 1   |    |     |       | 1   |     |     |             |            |     | 6     |
| Lycée Georges-de-La-Tour         | Metz              |    |    |     |    |     | 1     |     | 1   |     | 1           |            |     | 3     |
| Lycée Louis de Cormontaigne      | Metz              |    |    | 1   | 1  |     |       |     |     |     |             |            |     | 2     |
| Lycée Louis-Vincent              | Metz              |    |    |     |    | 1   |       |     |     |     |             |            |     | 1     |
| Lycée privé Jean-XXIII           | Montigny-lès-Metz |    |    | 1   |    |     |       |     | 1   |     |             |            |     | 2     |
| Lycée Frédéric-Chopin            | Nancy             |    |    |     |    |     |       |     |     | 1   |             |            |     | 1     |
| Lycée Henri-Loritz               | Nancy             |    |    | 2   | 1  |     |       |     |     |     |             |            |     | 3     |
| Lycée Henri-Poincaré             | Nancy             | 2  | 2  | 1   |    |     | 2     | 1   | 1   |     | 1           | 1          |     | 11    |
| Lycée Notre-Dame Saint-Sigisbert | Nancy             |    |    |     |    |     |       |     |     |     |             |            | 1   | 1     |

## Martinique
| Nom                   | Ville          | MP | PC | PSI | TSI | BCPST | ECE | ECT | Khâgne Lyon | Total |
| --------------------- | -------------- | -- | -- | --- | --- | ----- | --- | --- | ----------- | ----- |
| Lycée Techno Ducos    | Ducos          |    |    |     |     | 1     |     |     |             | 1     |
| Lycée de Bellevue     | Fort-de-France | 1  | 1  | 1   |     |       | 1   |     | 1           | 5     |
| Lycée Joseph-Gaillard | Fort-de-France |    |    |     | 1   |       |     |     |             | 1     |
| Lycée Frantz Fanon    | La Trinité     |    |    |     |     |       |     | 1   |             | 1     |

## Midi-Pyrénées
| Nom                                                    | Ville                    | MP | PC | PSI | PT | TSI | BCPST/TB | ECS | ECE | ECT | ENS | Khâgne Lyon | Khâgne Ulm | B/L | Total |
| ------------------------------------------------------ | ------------------------ | -- | -- | --- | -- | --- | -------- | --- | --- | --- | --- | ----------- | ---------- | --- | ----- |
| Lycée Bellevue                                         | Albi                     |    |    |     |    |     |          | 1   |     |     |     |             |            |     | 1     |
| Lycée Lapérouse                                        | Albi                     |    | 1  | 1   |    |     |          |     |     |     |     |             |            |     | 2     |
| Lycée Louis-Rascol                                     | Albi                     |    |    |     |    | 1   |          |     |     |     |     |             |            |     | 1     |
| Lycée privé Saliège                                    | Balma                    |    | 2  | 1   |    |     |          | 1   | 1   |     |     |             |            |     | 5     |
| Lycée d'enseignement général et technologique agricole | Castanet-Tolosan         |    |    |     |    |     | 1        |     |     |     |     |             |            |     | 1     |
| Lycée Pierre-Paul-Riquet                               | Saint-Orens-de-Gameville |    |    |     |    | 1   |          |     |     |     |     |             |            |     | 1     |
| Lycée Jean-Dupuy                                       | Tarbes                   |    |    |     | 1  |     |          |     |     |     |     |             |            |     | 1     |
| Lycée Théophile-Gautier                                | Tarbes                   |    | 1  |     |    |     |          |     | 1   |     |     |             |            |     | 2     |
| Lycée Bellevue                                         | Toulouse                 | 1  | 1  | 1   |    |     |          |     |     |     |     |             |            |     | 3     |
| Lycée Déodat-de-Séverac                                | Toulouse                 |    | 1  | 1   | 1  |     |          |     |     |     |     |             |            |     | 3     |
| Lycée Ozenne                                           | Toulouse                 |    |    |     |    |     | 1        | 1   | 1   | 1   | 2   |             |            |     | 6     |
| Lycée Rive Gauche                                      | Toulouse                 |    |    |     |    |     |          |     |     |     |     | 1           |            |     | 1     |
| Lycée Pierre-de-Fermat                                 | Toulouse                 | 3  | 2  | 1   |    |     | 2        | 2   |     |     |     |             | 1          |     | 11    |
| Lycée privé Saint-Joseph                               | Toulouse                 |    |    |     | 2  |     |          |     |     |     |     |             |            |     | 2     |
| Lycée Saint-Sernin                                     | Toulouse                 |    |    |     |    |     |          |     |     |     |     | 2           | 1          | 1   | 4     |
| Lycée de La Borde Basse                                | Castres                  | 1  |    |     |    |     |          |     |     |     |     |             |            |     | 1     |

## Nord-Pas-de-Calais
| Nom                               | Ville            | MP | PC | PSI | PT | TSI | BCPST | ECS | ECE | ECT | ENS | Khâgne Lyon | Khâgne Ulm | B/L | Total |
| --------------------------------- | ---------------- | -- | -- | --- | -- | --- | ----- | --- | --- | --- | --- | ----------- | ---------- | --- | ----- |
| Lycée Gustave-Eiffel              | Armentières      |    |    |     | 2  |     |       |     |     |     |     |             |            |     | 2     |
| Lycée Gambetta                    | Arras            |    |    |     |    |     |       |     | 1   |     |     | 1           |            |     | 2     |
| Lycée Robespierre                 | Arras            | 1  | 1  | 1   |    |     | 1     |     |     |     |     |             |            |     | 4     |
| Lycée Sainte-Marie                | Beaucamps-Ligny  |    | 1  |     |    |     |       |     |     |     |     |             |            |     | 1     |
| Lycée Mariette                    | Boulogne-sur-Mer | 1  |    |     |    |     |       |     |     |     |     | 1           |            |     | 2     |
| Lycée Nazareth-Haffreingue        | Boulogne-sur-Mer |    |    |     |    |     |       | 1   | 1   |     |     |             |            |     |       |
| Lycée Albert-Châtelet             | Douai            | 1  | 1  | 1   |    |     | 1     |     |     |     |     | 1           |            | 1   | 6     |
| Institution Saint-Jean            | Douai            |    |    |     |    |     |       | 1   | 1   |     |     |             |            |     | 2     |
| Lycée de l'Europe                 | Dunkerque        |    |    |     | 1  |     |       |     |     |     |     |             |            |     | 1     |
| Lycée Jean-Bart                   | Dunkerque        | 1  | 1  | 1   |    |     |       |     | 1   |     |     |             |            |     | 4     |
| Lycée César-Baggio                | Lille            |    |    | 2   | 2  |     |       |     |     |     |     |             |            |     | 4     |
| Lycée Faidherbe                   | Lille            | 3  | 2  | 1   |    |     | 2     | 1   |     |     |     | 2           | 1          | 1   | 13    |
| Lycée privé Frédéric-Ozanam       | Lille            |    |    | 2   | 2  |     |       |     |     |     |     |             |            |     | 4     |
| Lycée Gaston-Berger               | Lille            |    |    |     |    |     |       | 1   | 1   | 1   | 1   |             |            |     | 4     |
| Lycée privé Notre-Dame-de-la-Paix | Lille            |    |    |     |    |     |       |     |     |     |     | 1           |            | 1   | 2     |
| Lycée privé Saint-Paul            | Lille            |    |    |     |    |     |       | 1   | 1   |     |     |             |            |     | 2     |
| Lycée privé Saint-Pierre          | Lille            | 2  | 2  | 1   |    |     |       |     |     |     |     |             |            |     | 5     |
| Lycée privé Notre-Dame De Grâce   | Maubeuge         | 1  |    |     |    |     |       |     |     |     |     |             |            |     | 1     |
| Lycée privé Saint-Rémi            | Roubaix          | 1  |    |     |    |     |       |     |     |     |     |             |            |     | 1     |
| Lycée Colbert                     | Tourcoing        |    |    |     |    | 1   |       |     |     |     |     |             |            |     | 1     |
| Lycée du Hainaut                  | Valenciennes     |    |    |     |    | 1   |       |     |     |     |     |             |            |     | 2     |
| Lycée Henri-Wallon                | Valenciennes     | 2  | 2  | 1   |    |     |       | 1   |     |     |     |             |            |     | 6     |
| Lycée Watteau                     | Valenciennes     |    |    |     |    |     |       |     |     |     |     | 1           |            |     | 1     |

## Pays de la Loire
| Nom                                   | Ville                     | MP | PC | PSI | PT | TSI | BCPST | ECS | ECE | ECT | ENS | Khâgne Lyon | Khâgne Ulm | B/L | Total |
| ------------------------------------- | ------------------------- | -- | -- | --- | -- | --- | ----- | --- | --- | --- | --- | ----------- | ---------- | --- | ----- |
| Lycée d'Angers-le-Fresne              | Angers                    |    |    |     |    |     | 1     |     |     |     |     |             |            |     | 1     |
| Lycée Chevrollier                     | Angers                    |    |    |     | 1  |     |       |     |     | 1   |     |             |            |     | 2     |
| Lycée Henri Bergson                   | Angers                    | 1  | 1  | 1   |    |     |       | 1   |     |     |     |             |            |     | 4     |
| Lycée Joachim-du-Bellay               | Angers                    |    |    |     |    |     |       |     | 1   |     |     |             |            |     | 1     |
| Lycée privé Mongazon                  | Angers                    |    |    | 3   |    |     |       | 1   |     |     |     |             |            |     | 4     |
| Lycée privé Saint-Martin              | Angers                    |    |    | 1   |    |     |       |     |     |     |     |             |            |     | 1     |
| Prytanée national militaire           | La Flèche                 | 2  | 1  | 1   |    |     |       |     | 1   |     |     |             |            |     | 5     |
| Lycée Pierre-Mendès-France            | La Roche-sur-Yon          |    | 1  |     |    |     |       |     |     |     |     |             |            |     | 1     |
| Lycée privé Saint-François-d'Assise   | La Roche-sur-Yon          | 1  |    |     |    |     |       |     |     |     |     |             |            |     | 1     |
| Lycée Gabriel-Touchard                | Le Mans                   |    |    |     | 1  | 1   |       | 1   |     |     |     |             |            |     | 3     |
| Lycée Montesquieu                     | Le Mans                   | 1  | 1  | 1   |    |     |       |     |     |     |     | 1           |            |     | 4     |
| Lycée Saint Charles-Sainte Croix      | Le Mans                   |    |    |     |    |     |       |     | 1   |     |     |             |            |     | 1     |
| Lycée Carcouët                        | Nantes                    |    |    |     |    |     |       |     |     |     | 1   |             |            |     | 1     |
| Lycée externat des Enfants-Nantais    | Nantes                    |    |    |     |    |     | 1     | 1   |     |     |     |             |            |     | 2     |
| Lycée Georges-Clemenceau              | Nantes                    | 2  | 2  | 3   |    |     | 2     | 1   |     |     |     |             | 1          |     | 11    |
| Lycée Gabriel-Guist'hau               | Nantes                    |    |    |     |    |     |       |     |     |     |     | 1           |            | 1   | 2     |
| Lycée Eugène-Livet                    | Nantes                    |    |    |     | 2  |     |       |     |     |     |     |             |            |     | 2     |
| Lycée privé La Perverie               | Nantes                    |    |    |     |    |     |       |     |     |     |     | 1           |            |     | 1     |
| Lycée privé Saint-Joseph-du-Loquidy   | Nantes                    |    |    |     |    |     |       |     | 1   |     |     |             |            |     | 1     |
| Lycée privé Saint-Stanislas           | Nantes                    | 1  | 1  | 1   |    |     |       |     |     |     |     |             |            |     | 4     |
| Lycée Vial                            | Nantes                    |    |    |     |    |     |       |     | 1   |     |     |             |            |     | 1     |
| Lycée Aristide-Briand                 | Saint-Nazaire             |    | 1  |     |    | 1   |       |     |     |     |     |             |            |     | 2     |
| Lycée privé Saint-Joseph La Joliverie | Saint-Sébastien-sur-Loire |    |    |     | 2  |     |       |     |     |     |     |             |            |     | 2     |
| Lycée privé Saint-Aubin-La-Salle      | Saint-Sylvain-d'Anjou     |    |    |     | 1  |     |       |     |     |     |     |             |            |     | 1     |

## Picardie
| Nom                      | Ville           | MP | PC | PSI | PT | TSI | BCPST | ECS | ECE | ECT | ENS | Khâgne Lyon | Total |
| ------------------------ | --------------- | -- | -- | --- | -- | --- | ----- | --- | --- | --- | --- | ----------- | ----- |
| Lycée Édouard-Branly     | Amiens          |    |    |     |    | 1   |       |     |     |     |     |             | 1     |
| Lycée Édouard-Gand       | Amiens          |    |    |     |    |     |       |     |     | 1   |     |             | 1     |
| Lycée la Hotoie          | Amiens          |    |    |     |    |     |       |     |     |     | 1   |             | 1     |
| Lycée Louis-Thuillier    | Amiens          | 2  | 2  | 1   |    | 1   | 2     | 1   |     | 1   |     | 1           | 11    |
| Lycée Madeleine-Michelis | Amiens          |    |    |     |    |     |       |     | 1   |     |     |             | 1     |
| Lycée Pierre-d'Ailly     | Compiègne       | 1  | 1  |     |    |     |       |     |     |     |     | 1           | 3     |
| Lycée Marie-Curie        | Nogent-sur-Oise |    |    |     | 1  |     |       |     |     |     |     |             | 1     |
| Lycée Jean Calvin        | Noyon           |    |    |     |    |     |       |     | 1   |     |     |             | 1     |
| Lycée Pierre de la Ramée | Saint-Quentin   |    | 1  |     |    |     |       |     |     |     |     |             | 1     |
| Lycée Henri-Martin       | Saint-Quentin   |    |    |     |    |     |       |     |     |     |     | 1           | 1     |

## Poitou-Charentes
| Nom                       | Ville       | MP | PC | PSI | PT | TSI | BCPST | ECS | ECE | ECT | Khâgne Lyon | Khâgne Ulm | Total |
| ------------------------- | ----------- | -- | -- | --- | -- | --- | ----- | --- | --- | --- | ----------- | ---------- | ----- |
| Lycée Guez-de-Balzac      | Angoulême   |    |    |     |    |     |       |     |     |     | 1           |            | 2     |
| Lycée Jean-Dautet         | La Rochelle | 1  |    | 1   |    |     |       |     |     |     |             |            | 2     |
| Lycée Léonce-Vieljeux     | La Rochelle |    |    |     |    | 1   |       |     |     |     |             |            | 1     |
| Lycée de la Venise Verte  | Niort       |    |    |     |    |     |       |     |     | 1   |             |            | 1     |
| Lycée Aliénor-d’Aquitaine | Poitiers    |    |    |     |    |     |       |     | 1   |     |             |            | 1     |
| Lycée Camille-Guérin      | Poitiers    | 2  | 1  | 1   |    |     | 2     | 1   |     |     | 1           | 1          | 10    |
| Lycée Nelson-Mandela      | Poitiers    |    |    |     | 1  |     |       |     |     |     |             |            | 1     |

## Provence-Alpes-Côte d'Azur

### Académie d'Aix-Marseille
| Nom                               | Ville             | MP | PC | PSI | PT | TSI | BCPST | ECS | ECE | ECT | ENS | Khâgne Lyon | Khâgne Ulm | B/L | Total |
| --------------------------------- | ----------------- | -- | -- | --- | -- | --- | ----- | --- | --- | --- | --- | ----------- | ---------- | --- | ----- |
| Lycée militaire d'Aix-en-Provence | Aix-en-Provence   | 1  | 1  | 1   |    |     |       |     | 1   |     |     |             |            |     | 4     |
| Lycée privé de la Nativité        | Aix-en-Provence   |    |    |     |    |     |       |     | 1   |     |     |             |            |     | 1     |
| Lycée Paul-Cézanne                | Aix-en-Provence   | 1  | 2  | 1   |    |     |       | 1   |     |     |     | 1           |            |     | 5     |
| Lycée Vauvenargues                | Aix-en-Provence   |    |    |     | 2  |     |       |     |     |     |     |             |            |     | 2     |
| Lycée Frédéric-Mistral            | Avignon           |    |    | 1   |    |     |       |     |     |     |     | 1           |            |     | 2     |
| Lycée privé Saint-Joseph          | Avignon           |    | 1  |     |    |     |       |     |     |     |     |             |            |     | 1     |
| Lycée Dominique-Villars           | Gap               |    |    |     |    |     |       |     | 1   |     |     |             |            |     | 1     |
| Lycée Antonin-Artaud              | Marseille         |    |    |     |    | 1   |       |     |     |     |     |             |            |     | 1     |
| Lycée privé la Cadenelle          | Marseille         |    |    |     |    |     |       |     | 1   |     |     |             |            |     | 1     |
| Lycée Jean-Perrin                 | Marseille         |    |    | 1   | 2  |     |       |     |     | 1   | 2   |             |            |     | 6     |
| Lycée Jeanne-Perrimond            | Marseille         |    |    |     |    |     |       |     |     | 1   |     |             |            |     | 1     |
| Lycée privé Notre-Dame de Sion    | Marseille         | 1  |    |     |    |     |       | 1   |     |     |     |             |            |     | 2     |
| Lycée Saint-Charles               | Marseille         |    |    |     |    |     |       |     | 1   |     |     |             |            |     | 1     |
| Lycée Saint-Exupéry               | Marseille         |    |    |     |    |     |       | 1   |     |     |     |             |            |     | 1     |
| Lycée Thiers                      | Marseille         | 3  | 2  | 1   |    |     | 3     | 1   |     |     |     |             | 1          | 1   | 12    |
| Lycée l'Empéri                    | Salon-de-Provence |    | 1  |     |    |     |       |     |     |     |     |             |            |     | 1     |

### Académie de Nice
| Nom                             | Ville     | MP | PC | PSI | PT | TSI | BCPST | ECS | ECE | ECT | Khâgne Lyon | Khâgne Ulm | B/L | Total |
| ------------------------------- | --------- | -- | -- | --- | -- | --- | ----- | --- | --- | --- | ----------- | ---------- | --- | ----- |
| Lycée Carnot                    | Cannes    |    |    |     |    |     |       |     |     |     | 1           | 1          |     | 2     |
| Lycée privé Stanislas           | Cannes    | 1  |    | 1   |    |     |       |     | 1   |     |             |            | 1   | 4     |
| Lycée Jules Ferry               | Cannes    |    |    |     |    | 1   |       |     |     |     |             |            |     | 1     |
| Lycée Beau Site                 | Nice      |    |    |     |    |     |       |     |     | 1   |             |            |     | 1     |
| Lycée Les Eucalyptus            | Nice      |    |    | 1   | 2  |     |       |     |     |     |             |            |     | 3     |
| Lycée Masséna                   | Nice      | 2  | 2  | 1   |    |     | 1     | 2   |     |     | 1           | 1          |     | 10    |
| Lycée privé Saint-Joseph        | Ollioules |    |    | 2   |    |     |       |     |     |     |             |            |     | 2     |
| Lycée Dumont-d'Urville          | Toulon    | 1  | 2  | 1   |    |     |       | 1   | 1   |     | 1           |            |     | 7     |
| Lycée Rouvière                  | Toulon    |    |    |     | 1  | 1   |       |     |     |     |             |            |     | 2     |
| Lycée international de Valbonne | Valbonne  | 1  | 1  | 1   |    |     |       |     | 1   |     |             |            |     | 4     |

## La Réunion
| Nom                          | Ville        | MP | PC | PSI | PT | TSI | BCPST | ECS | ECE | ECT | Khâgne Lyon | Total |
| ---------------------------- | ------------ | -- | -- | --- | -- | --- | ----- | --- | --- | --- | ----------- | ----- |
| Lycée Roland-Garros          | Le Tampon    |    |    | 1   |    |     | 1     |     |     |     |             | 2     |
| Lycée Amiral Bouvet          | Saint-Benoît |    |    |     |    | 1   |       |     |     |     |             | 1     |
| Lycée de Bellepierre         | Saint-Denis  |    |    |     |    |     |       | 1   | 1   | 1   |             | 3     |
| Lycée Leconte-de-Lisle       | Saint-Denis  | 1  | 1  | 1   |    |     |       |     |     |     | 1           | 4     |
| Lycée Lislet Geoffroy        | Saint-Denis  |    |    |     | 1  |     |       |     |     |     |             | 1     |
| Lycée La Salle-Saint-Charles | Saint-Pierre | 1  |    |     |    |     |       |     |     |     |             | 1     |

## Rhône-Alpes

### Académie de Grenoble
| Nom                         | Ville        | MP | PC | PSI | PT | TSI | BCPST | ECS | ECE | ECT | ENS | Khâgne Lyon | Khâgne Ulm | Total |
| --------------------------- | ------------ | -- | -- | --- | -- | --- | ----- | --- | --- | --- | --- | ----------- | ---------- | ----- |
| Lycée Berthollet            | Annecy       | 2  | 2  | 1   |    |     |       | 1   | 1   |     |     | 1           |            | 8     |
| Lycée Saint-Denis           | Annonay      |    |    | 1   |    |     |       |     |     |     |     |             |            | 1     |
| Lycée Louis-Lachenal        | Argonay      |    |    |     | 1  |     |       |     |     |     |     |             |            | 1     |
| Lycée Monge                 | Chambéry     |    |    |     |    | 1   |       |     |     |     |     |             |            | 1     |
| Lycée Vaugelas              | Chambéry     | 1  |    | 1   |    |     |       |     |     |     |     |             |            | 2     |
| Lycée privé ITEC Boisfleury | Corenc       |    | 1  |     |    |     |       | 1   |     |     |     |             |            | 2     |
| Lycée Champollion           | Grenoble     | 3  | 2  | 2   |    |     | 2     | 1   | 1   |     |     | 1           | 1          | 13    |
| Lycée Des Eaux Claires      | Grenoble     |    |    |     |    |     |       |     |     | 1   |     |             |            | 1     |
| Lycée Vaucanson             | Grenoble     |    |    |     | 2  |     |       |     |     |     |     |             |            | 2     |
| École des Pupilles de l'Air | Saint-Ismier | 1  | 1  | 1   |    |     |       |     |     |     |     |             |            | 3     |
| Lycée Camille-Vernet        | Valence      | 1  | 1  |     |    |     |       | 1   | 1   |     |     |             |            | 4     |
| Lycée Ferdinand-Buisson     | Voiron       |    |    |     | 1  |     |       |     |     |     |     |             |            | 1     |
| Lycée privé Montplaisir     | Valence      |    |    |     |    |     |       |     |     | 1   |     |             |            | 1     |

### Académie de Lyon
| Nom                                | Ville                  | MP | PC | PSI | PT | TSI | BCPST | TB | ECS | ECE | ECT | ENS | Khâgne Lyon | Khâgne Ulm | B/L | Total |
| ---------------------------------- | ---------------------- | -- | -- | --- | -- | --- | ----- | -- | --- | --- | --- | --- | ----------- | ---------- | --- | ----- |
| Lycée Edgar-Quinet                 | Bourg-en-Bresse        |    |    |     |    |     |       |    |     | 1   |     |     |             |            |     | 1     |
| Lycée Lalande                      | Bourg-en-Bresse        | 1  | 1  |     |    |     |       |    |     |     |     |     |             |            |     | 2     |
| Lycée Ampère                       | Lyon                   |    |    |     |    |     |       |    | 2   | 1   |     |     |             |            |     | 3     |
| Lycée Assomption-Bellevue          | Lyon                   |    | 1  |     |    |     | 1     |    |     |     |     |     |             |            |     | 2     |
| Lycée privé Aux Lazaristes         | Lyon                   | 1  | 1  | 1   |    | 1   |       |    |     |     |     |     |             |            |     | 4     |
| Institution privée des Chartreux   | Lyon                   | 1  | 2  | 2   |    |     |       |    | 1   | 1   |     |     |             |            | 1   | 8     |
| Lycée Édouard-Branly               | Lyon                   |    |    |     |    | 1   |       |    |     |     |     |     |             |            |     | 1     |
| Lycée Édouard-Herriot              | Lyon                   |    |    |     |    |     |       |    |     |     |     |     | 2           | 1          |     | 3     |
| Lycée Jean-Perrin                  | Lyon                   | 1  | 1  | 1   |    |     |       |    |     |     |     |     |             |            |     | 3     |
| Lycée Juliette-Récamier            | Lyon                   |    |    |     |    |     |       |    |     |     |     | 2   |             |            |     | 2     |
| Lycée La Martinière Duchère        | Lyon                   |    |    |     |    |     |       | 1  |     |     | 1   | 1   |             |            |     | 3     |
| Lycée La Martinière Monplaisir     | Lyon                   | 2  | 2  | 2   | 2  |     | 1     |    |     |     |     |     |             |            |     | 9     |
| Lycée La Martinière Terreaux       | Lyon                   |    |    |     |    |     |       |    |     |     |     | 1   |             |            |     | 1     |
| Lycée privé Notre-Dame des Minimes | Lyon                   |    |    |     |    |     |       |    | 2   | 2   |     |     |             |            |     | 2     |
| Lycée de Saint-Just                | Lyon                   |    |    |     |    |     |       |    | 1   | 1   |     |     |             |            |     | 2     |
| Lycée du Parc                      | Lyon                   | 3  | 3  | 2   |    |     | 3     |    | 2   |     |     |     | 1           | 1          | 1   | 16    |
| Lycée privé Saint-Marc             | Lyon                   |    |    |     |    |     |       |    |     |     |     |     |             |            | 1   | 1     |
| Externat privé Sainte-Marie        | Lyon                   |    |    |     |    |     |       |    | 1   | 1   |     |     | 1           |            |     | 3     |
| Lycée Claude-Fauriel               | Saint-Étienne          | 2  | 2  |     |    |     | 1     |    | 1   | 1   |     |     | 1           |            |     | 8     |
| Lycée Étienne-Mimard               | Saint-Étienne          |    |    | 1   | 1  | 1   |       |    |     |     |     |     |             |            |     | 3     |
| Lycée privé St-Louis La Salle      | Saint-Étienne          |    |    |     |    |     |       |    |     | 1   |     |     |             |            |     | 1     |
| Lycée Condorcet                    | Saint-Priest           |    |    |     |    |     |       |    |     |     | 1   |     |             |            |     | 1     |
| Lycée Claude-Bernard               | Villefranche-sur-Saône |    |    |     |    |     |       |    |     |     | 1   |     |             |            |     | 1     |

## Lycées à l'étranger
| Nom             | Ville  | ECS | ECE | ECT | Total |
| --------------- | ------ | --- | --- | --- | ----- |
| Lycée Descartes | Rabat  | 1   | 1   | 1   | 3     |
| Lycée français  | Vienne |     | 1   |     | 1     |

## Sources
- Liste des classes préparatoires aux grandes écoles, Éducation nationale - Direction générale de l'enseignement supérieur.
- Liste des lycées à CPGE scientifiques, littéraires ou commerciales, publié par l'Union des professeurs de spéciales.